# Locomotiva SNCF BB 22200
Le locomotive BB 22200 delle ferrovie francesi (SNCF) sono una serie di 205 locomotive elettriche bicorrenti, costruite dalla Alsthom, messe in servizio dal 1976 al 1986  e tuttora in servizio.

## Descrizione
Le locomotive della serie BB 22200 sono la versione bicorrente delle locomotive della famiglia Nez cassés, adatte al funzionamento sia in corrente continua a 1.500  V, sia in corrente alternata a 25.000  V a 50  Hz, a differenza delle altre locomotive di questa famiglia che possono funzionare solo con l'uno o l'altro tipo di corrente, ovvero rispettivamente la BB 7200 e la BB 15000.

## Progetto
La rete ferroviaria nazionale francese si distingue per ragioni storiche per l'utilizzo di due diversi tipi di elettrificazione: 25.000  V a 50  Hz in corrente alternata e 1.500  V in corrente continua. Per percorrere l'intera rete ferroviaria elettrificata con un'unica tipologia di macchina è quindi necessario prevedere un'alimentazione a "doppia corrente".
Negli anni settanta vennero progettate due serie di locomotive con lo stesso telaio, gli stessi carrelli e gli stessi motori in corrente continua per ciascuna delle due tipologie di elettrificazione: la BB 15000 per la rete elettrificata monofase 25.000  V a 50  Hz in corrente alternata e la BB 7200 per quella elettrificata a 1.500  V in corrente continua. la trazione viene controllata da un sezionatore di corrente basato su tiristori che utilizzano una tecnologia simile, ma con diagrammi diversi a seconda della corrente per cui sono progettati.
La BB 22200 rappresenta la versione a doppia corrente di un BB 7200 aggiungendo un trasformatore e ponti raddrizzatori. Il resto dell'elettronica di potenza costituita da tiristori e diodi è simile e così queste macchine sono in grado di circolare su tutta la rete ferroviaria francese indipendentemente dal tipo di elettrificazione della linea.
Lo schema a blocchi della BB 15000 differisce leggermente in quanto utilizza direttamente la corrente alternata a 50 Hz tramite ponti misti per produrre la tensione raddrizzata variabile necessaria al comando dei motori, mentre sulla BB 22200 la corrente alternata a 50 Hz viene prima trasformata, raddrizzata e poi convertita in tensione variabile da un chopper simile a quello della BB 7200.

## Serie
La locomotiva CC 22200 venne realizzata in sei serie:
- 1ª serie (22201 - BB 22226)
- 2ª serie (22227 - BB 22268)
- 3ª serie (22269 - BB 22350)
- 4ª serie (22351 - BB 22360)
- 5ª serie (22361 - BB 22378)
- 6ª serie (22379 - BB 22405)

La 1ª serie si distingueva per avere i vetri frontali maggiormente inclinati, mentre nelle macchine dalla 2ª alla 6ª serie i vetri frontali erano meno inclinati.
La 4ª serie (22351 - BB 22360), costruita nel 1984, venne originariamente dotata di carrelli con rapporto di riduzione che consentiva una velocità massima di 200 km/h, con le macchine  assegnate al deposito di Rennes per il traino del TEE "Jules Verne" tra Parigi e Nantes con vetture Grand Confort, nonché sulla linea Parigi-Bordeaux, prima che entrasse in servizio il TGV Atlantique.
Sono otto le macchine idonee alla velocità di 200 km/h e dotate di segnalazione in cabina per poter viaggiare sulle linee ad alta velocità: BB 22378, 22379, 22380, 22386, 22399, 22401, 22403, 22405.

## Livrea

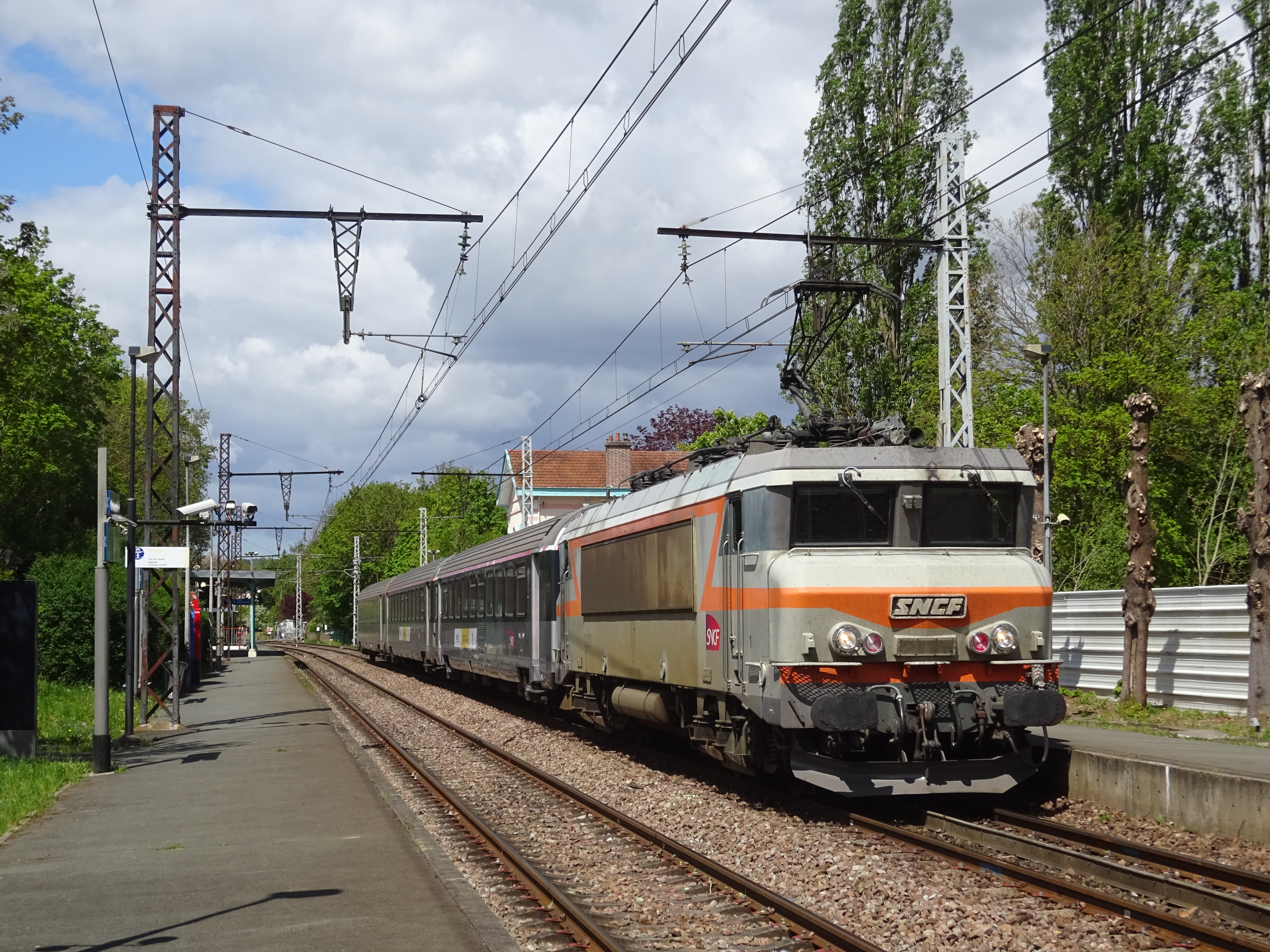
Livrea d’origine «béton».
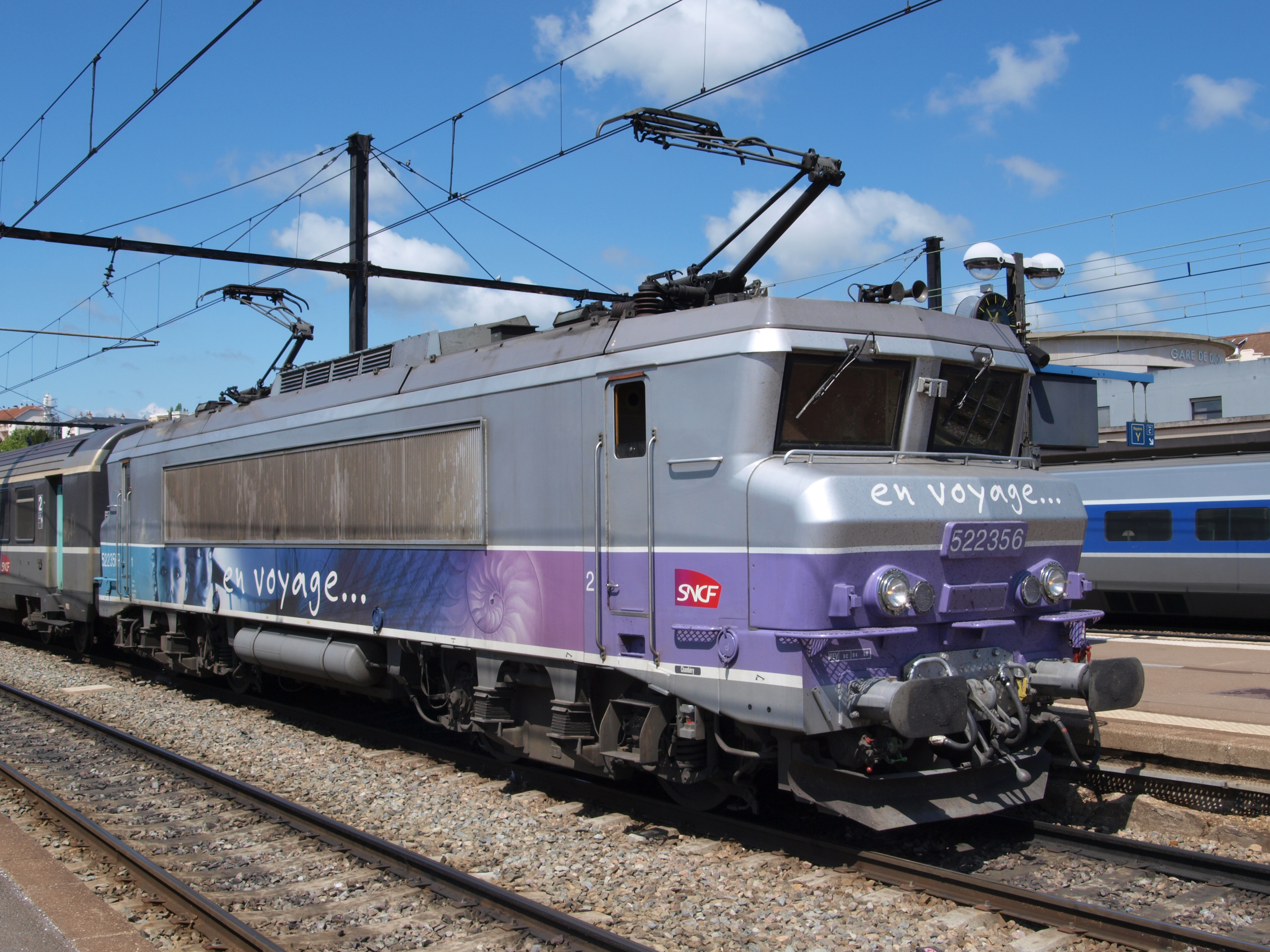
Livrea «En Voyage».
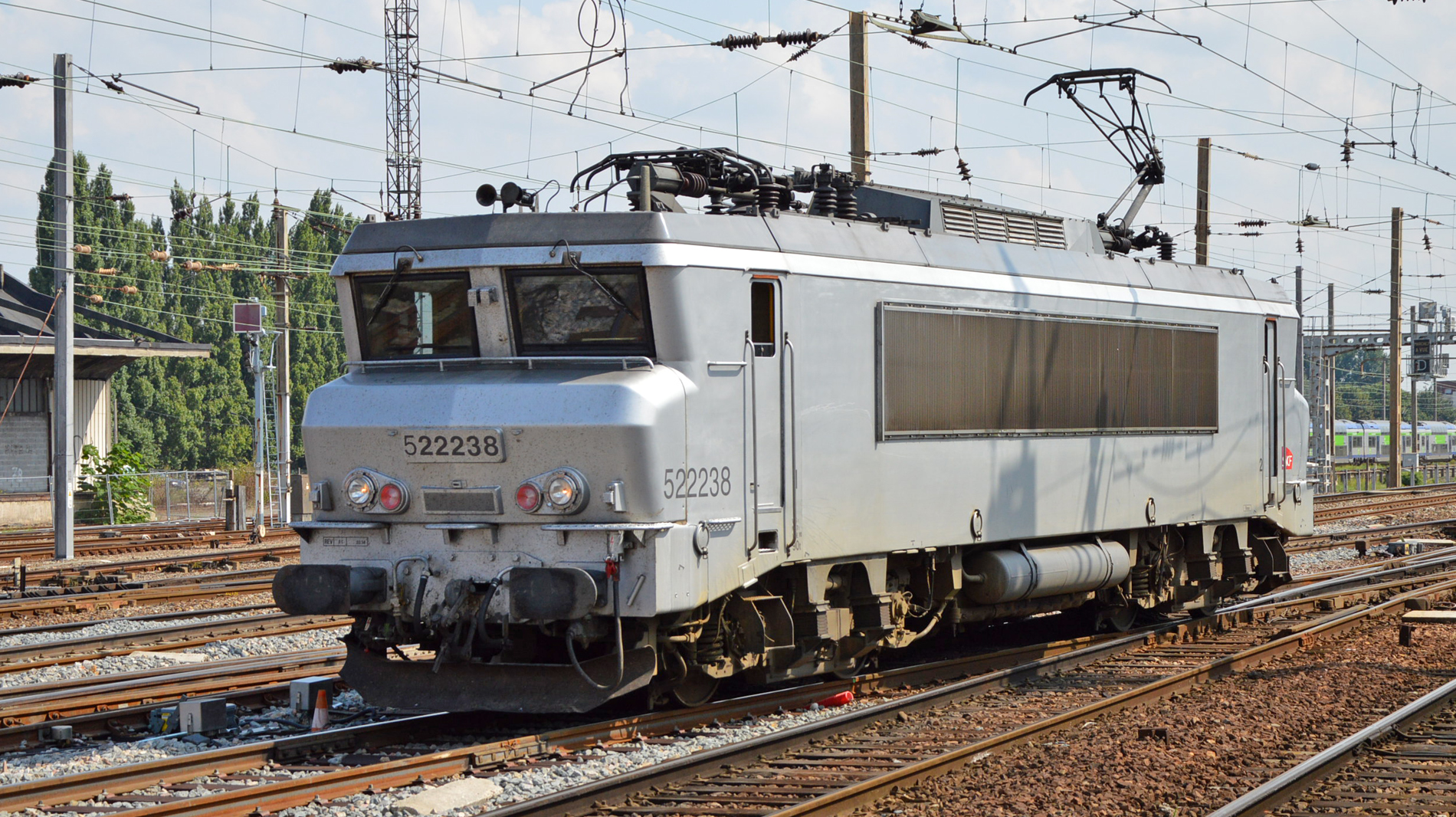
Livrea grise.
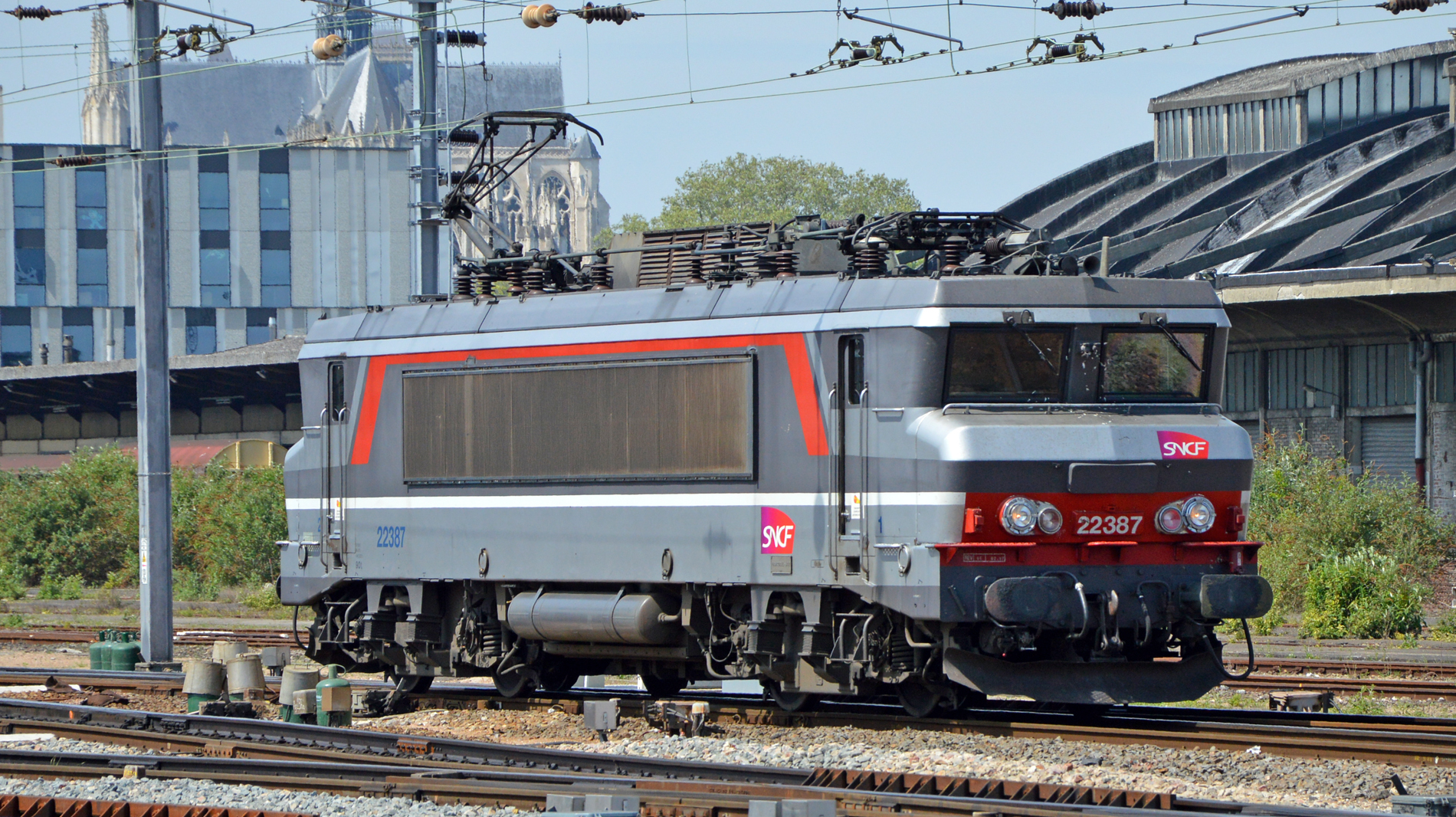
Livrée « Corail + ».
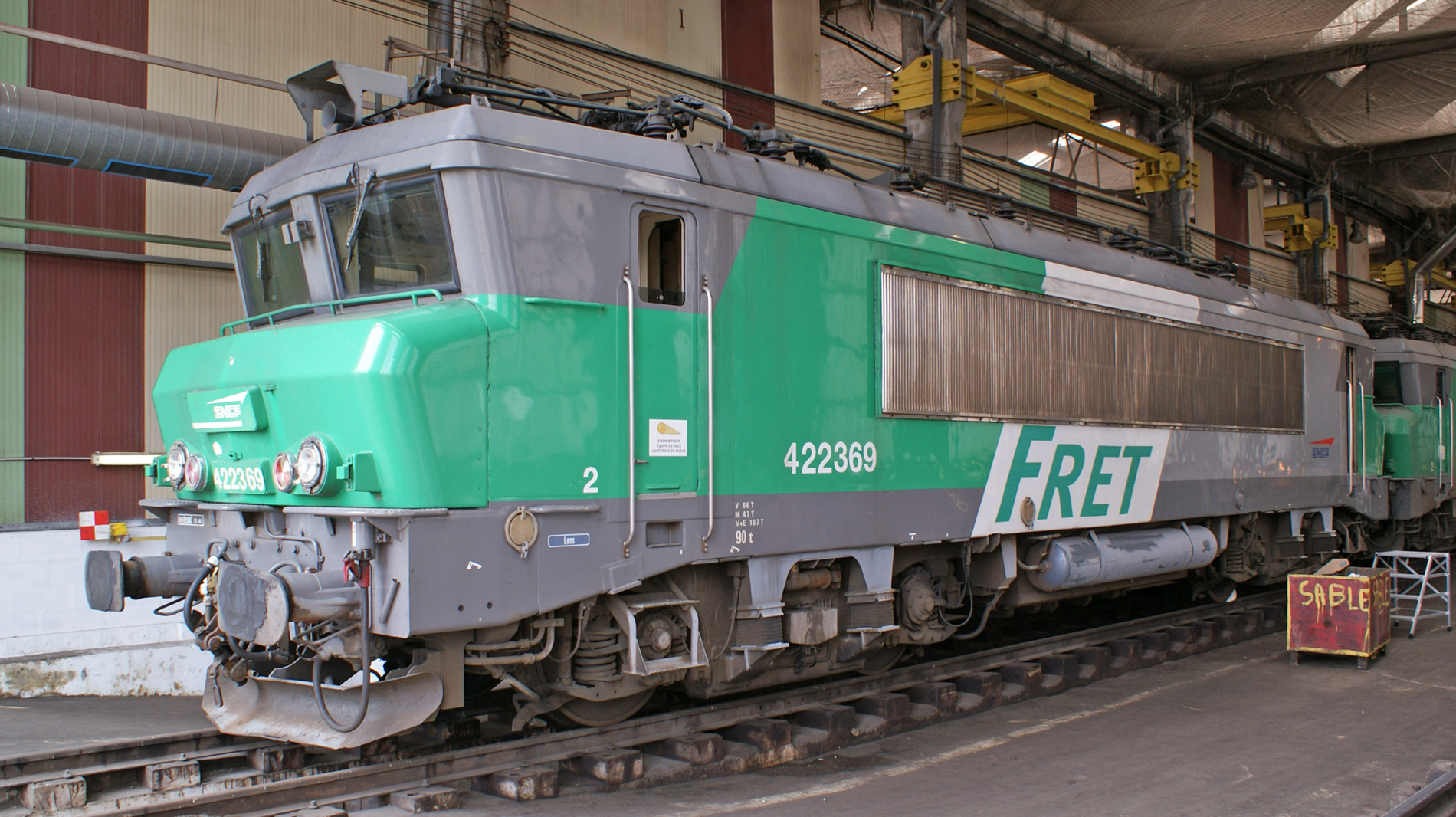
Livrea Fret.
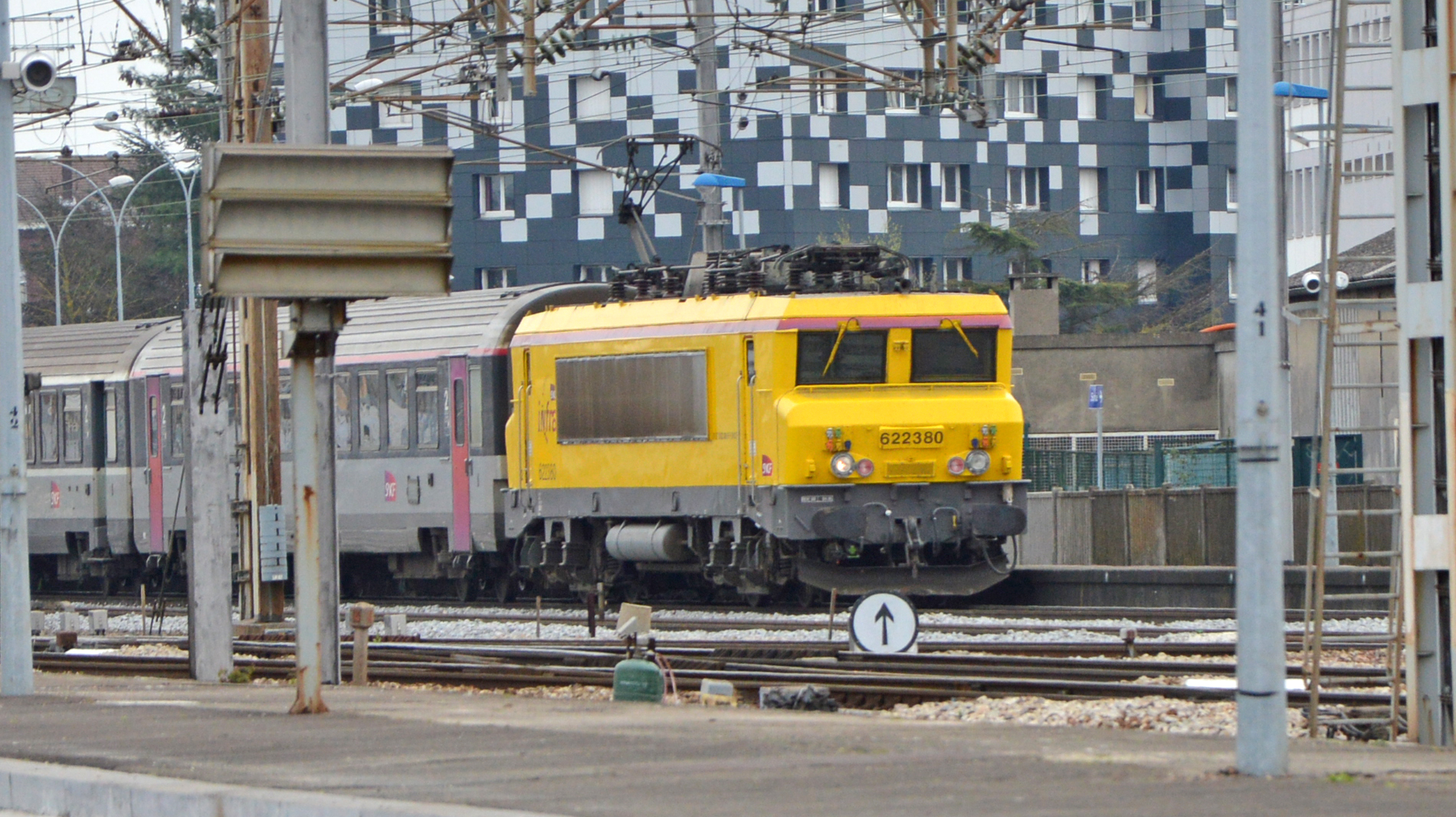
Livrea Infra
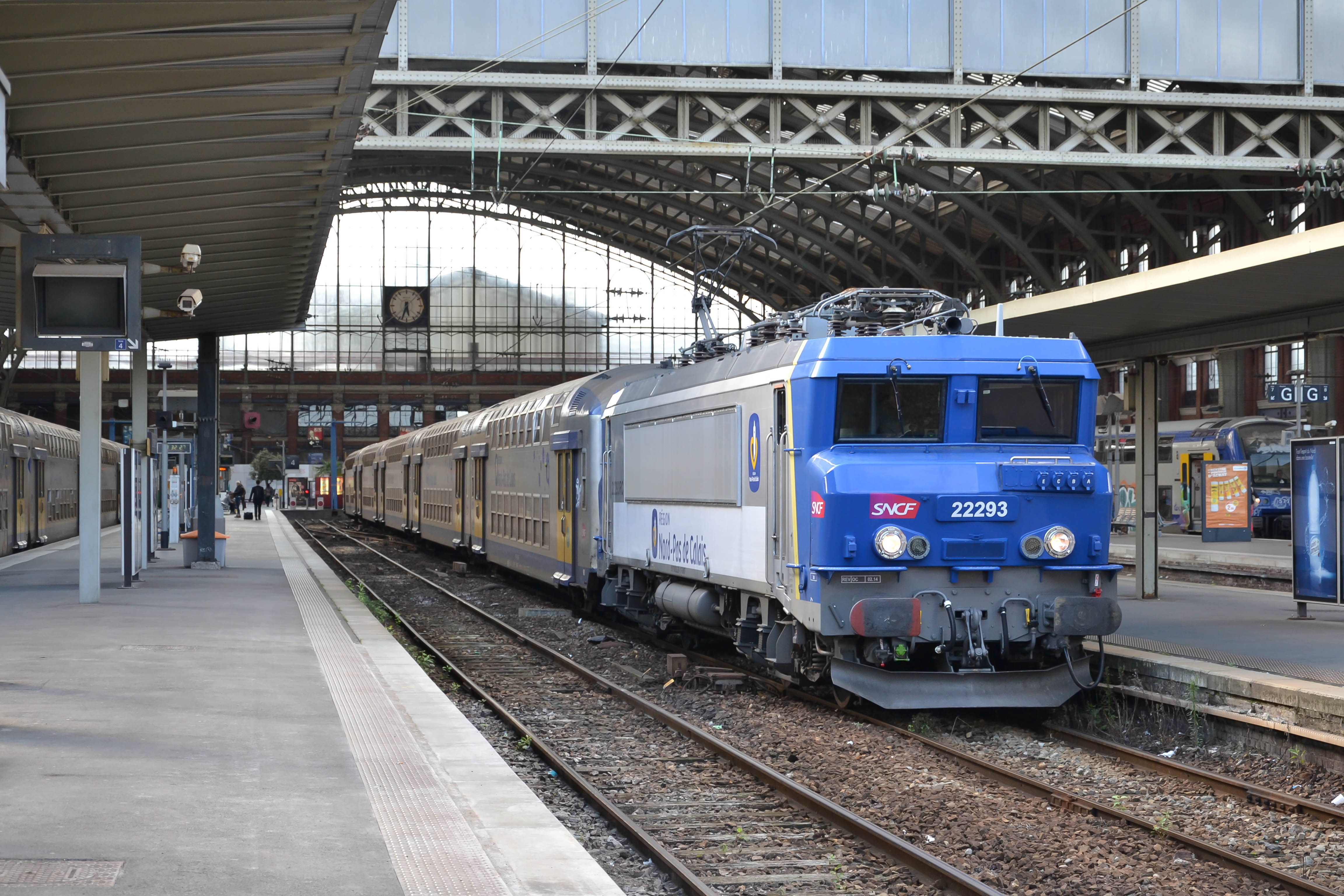
Livrea TER Nord-Pas-de-Calais.
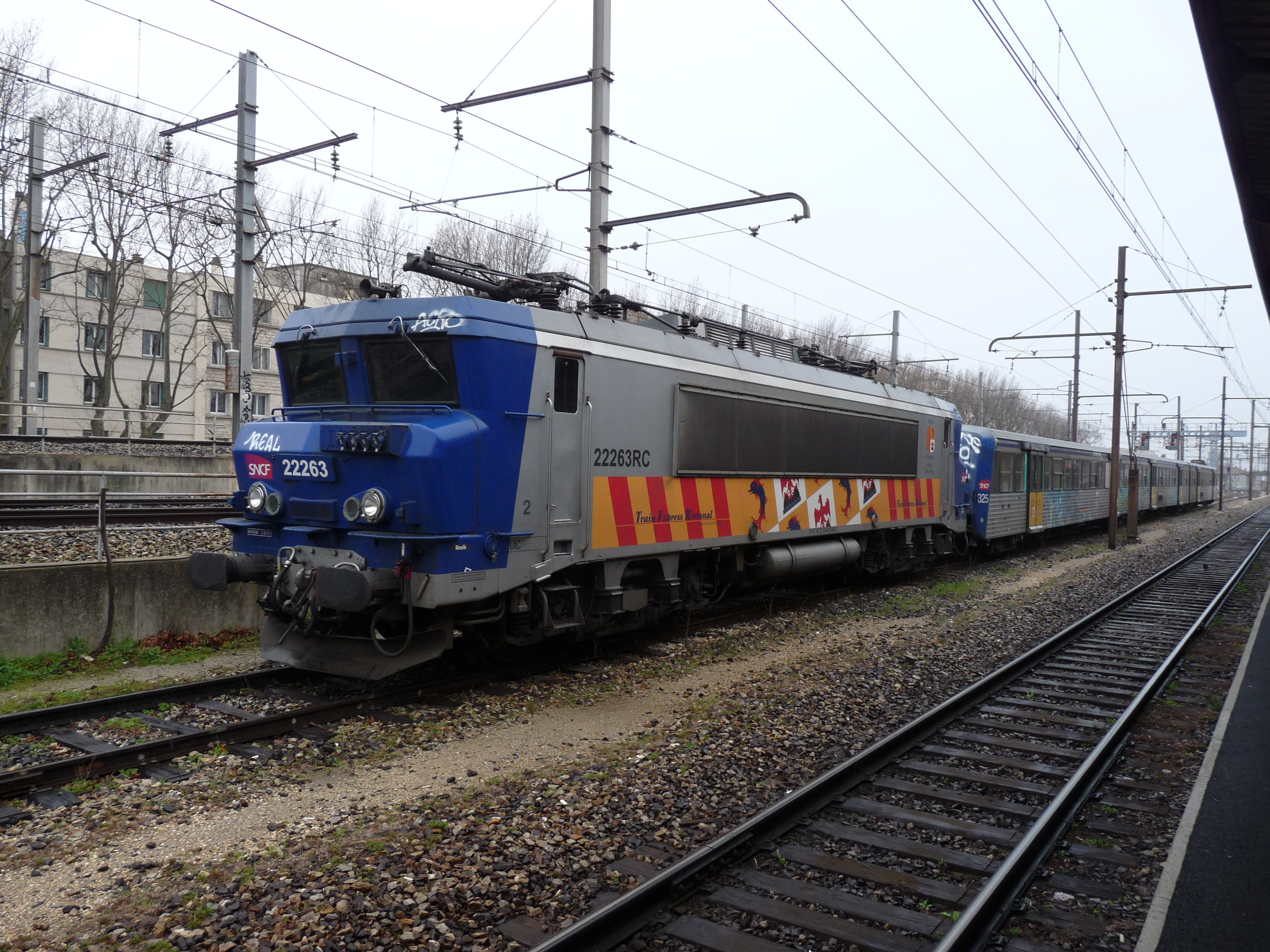
Livrea TER PACA.
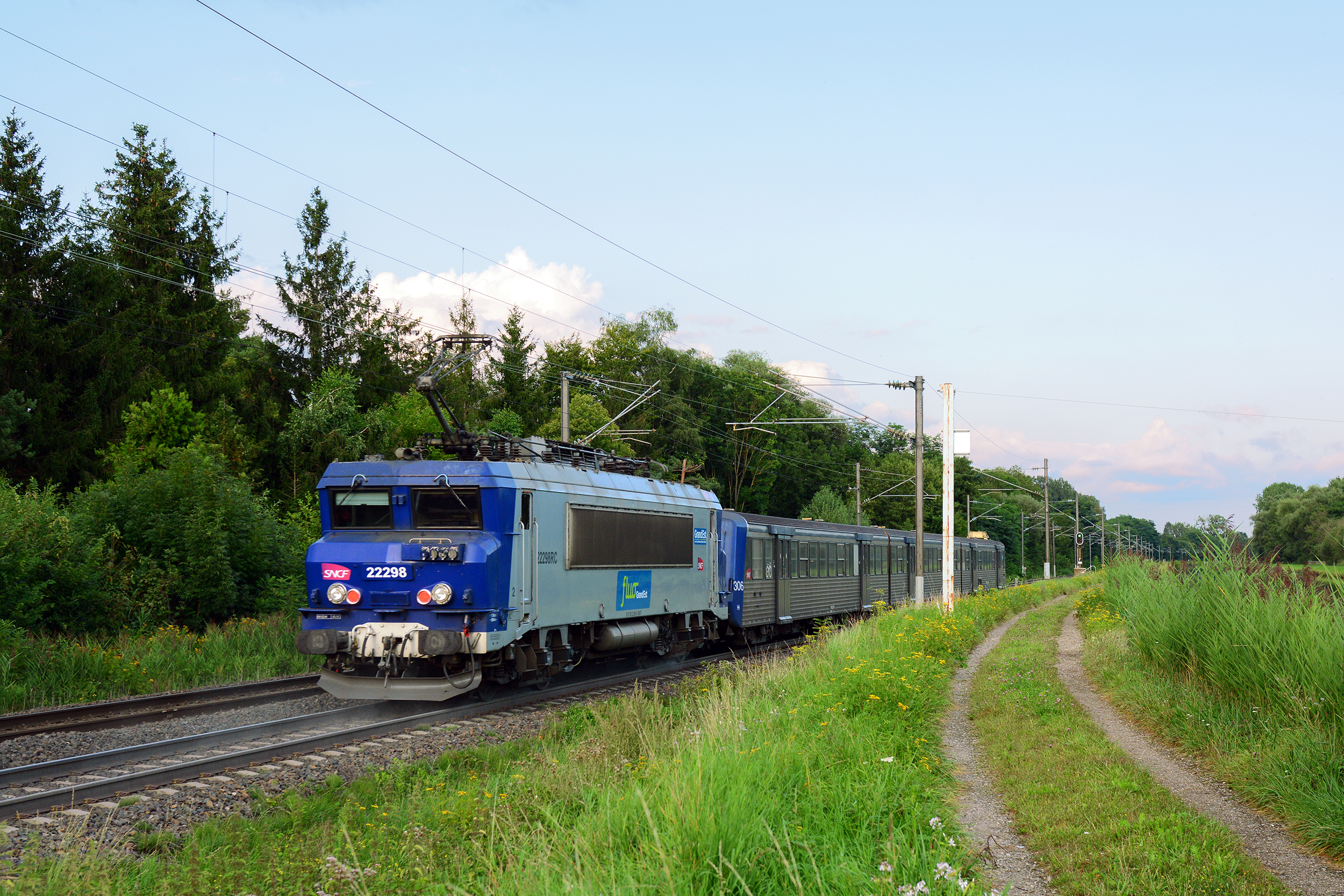
LivreaTER Fluo.
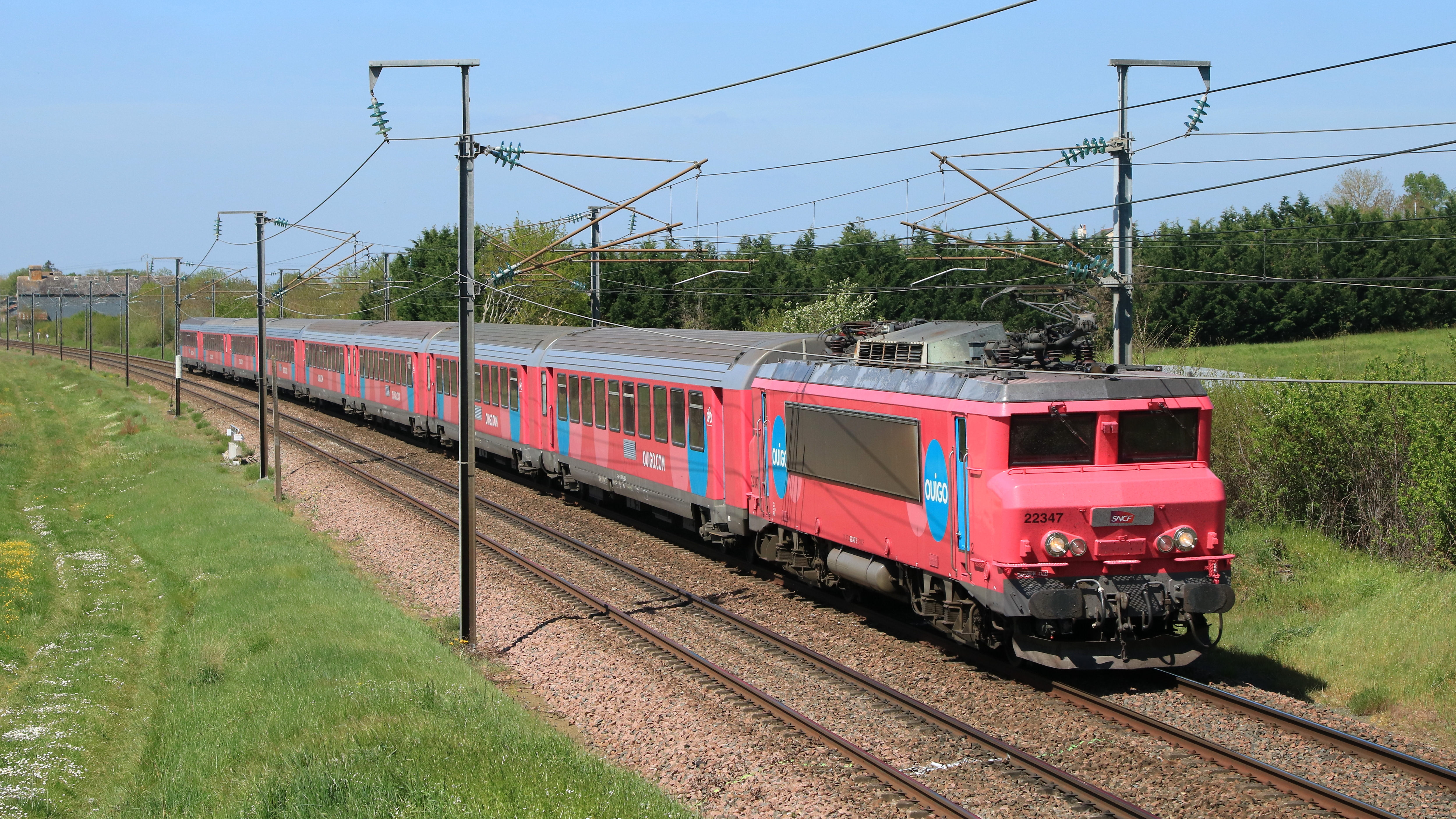
Livrea Ouigo Classique.
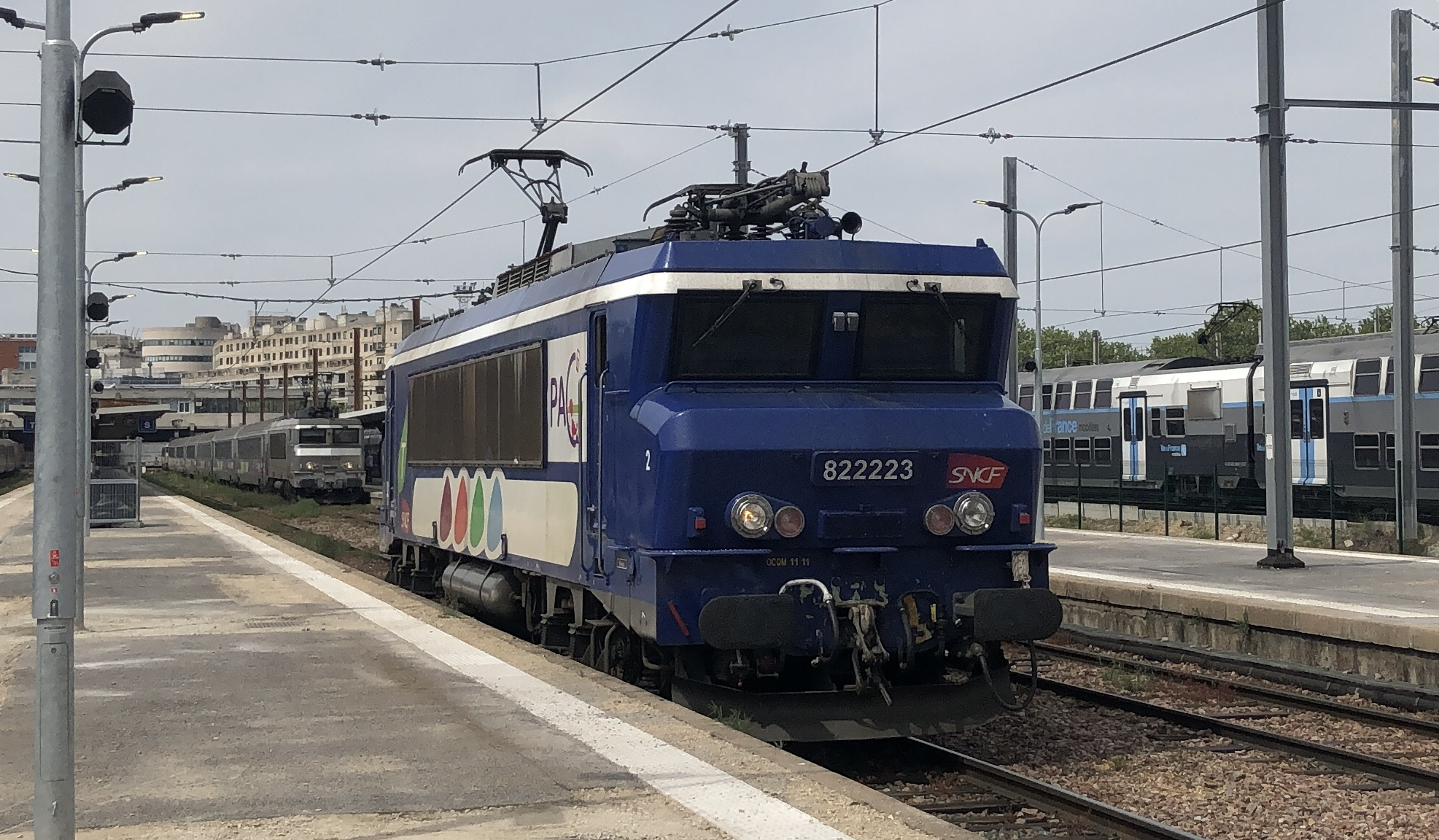
Livrea PAC Transilien
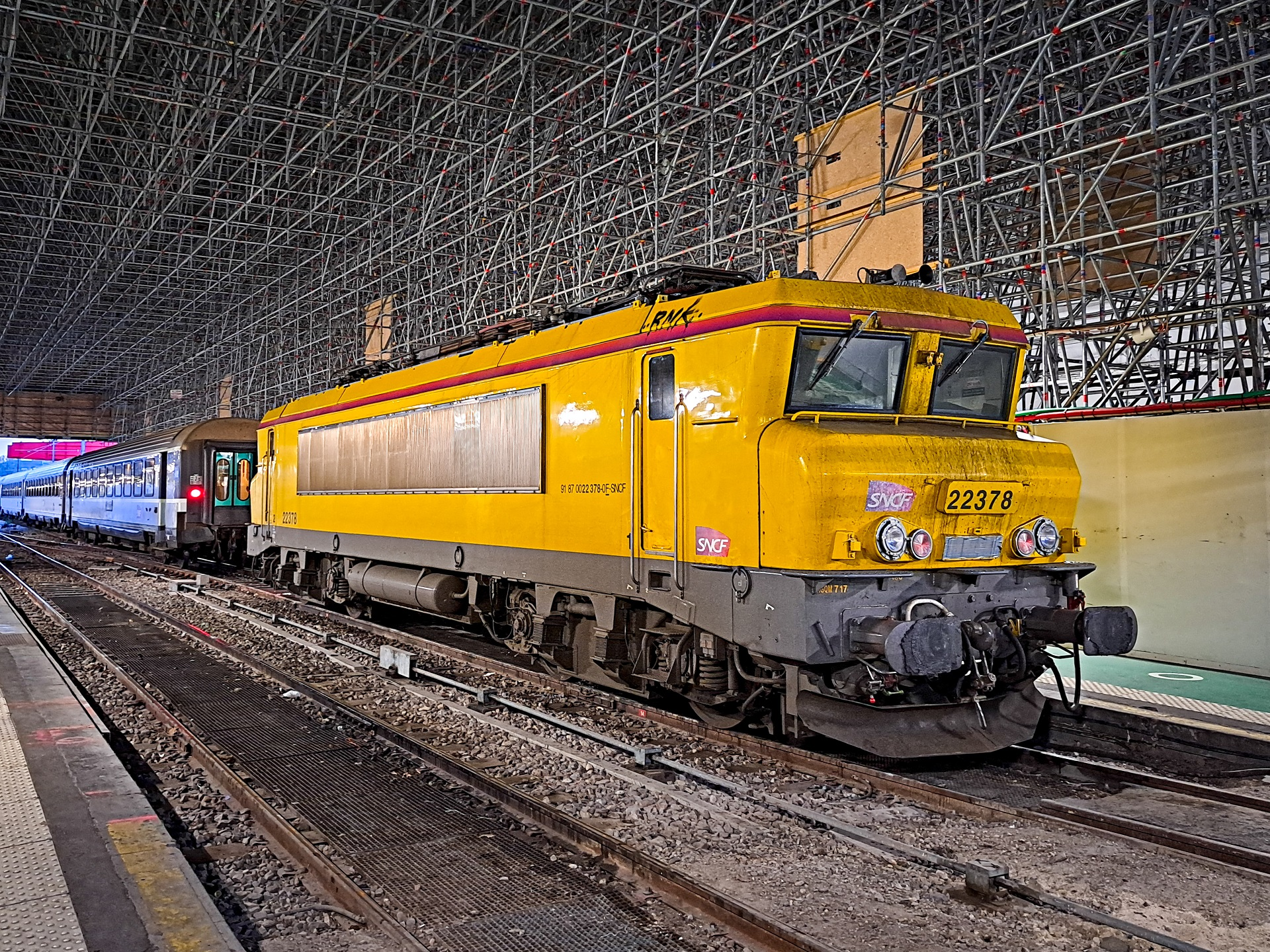
Livrea infra BB 22379

## Servizio
Consegnate dal 27 dicembre 1976 al 9 luglio 1986 hanno effettuato i primi servizi di linea sulla linea Marsiglia-Ventimiglia.
Le otto macchine adatte a circolare sulle linee ad alta velocità, che peraltro non furono le stesse nel tempo e assegnate al deposito di Rennes, in seguito alla messa in servizio del TGV Atlantique, hanno trainato alcuni treni merci ad alta velocità su linee ad alta velocità.